# Embarcación (Salta)
Embarcación é um município da província de Salta, na Argentina.